# Radio Moscú
Radio Moscú (en ruso: Pадио Москва, romanización Radio Moskvá), también conocida como Radio Moscú Internacional, fue una emisora internacional, propiedad del gobierno de la Unión Soviética. Su señal de intervalo era la canción patriótica rusa Vasta es mi patria (en ruso: Широка страна моя родная, romanización Shiroká straná moyá rodnaya).

## Historia
Radio Moscú salió al aire el 29 de octubre de 1929. Su primera emisión en lengua extranjera fue en alemán, luego se hizo en francés e inglés. Los boletines de Radio Moscú expresaron preocupación por el ascenso al poder de Adolf Hitler en Alemania durante los años 30, y su servicio de onda media en italiano fue combatido con interferencias por orden de Benito Mussolini a finales de la misma década. En el transcurso de la Segunda Guerra Mundial el número de lenguas en las que emitía Radio Moscú llegó a 18, y alcanzó 26 lenguas para finales de la misma. En años posteriores se incorporaron emisiones en los siguientes idiomas: 1946 - mongol, 1951 - vietnamita, 1957 - pastún, 1967 - persa dari.
Radio Moscú llegó a los Estados Unidos a comienzos de los años 50, con equipos transmisores en la región de Moscú. Más tarde se alcanzó el oeste estadounidense con nuevas estaciones repetidoras construidas en Vladivostok y Magadán. Las primeras transmisiones a África salieron al aire a finales de la década de 1950 en inglés y francés. Para 1961 Radio Moscú transmitía también en tres idiomas africanos: amárico, suajili y hausa. Con el tiempo, la audiencia africana tuvo la oportunidad de sintonizar Radio Moscú en otras ocho lenguas del continente. 
La señal de Radio Moscú rara vez fue interferida en Occidente, aunque en la Unión Soviética las emisoras occidentales fueron activamente interferidas.
Todos los programas, con algunas excepciones, debían ser autorizados por un directorio de programación. Para 1988, Radio Moscú emitía en 88 idiomas, pero esa cantidad había bajado a 46 en 1992. Hubo entre 1964 y 1984 un servicio en quechua. Radio Moscú poseía más de 30 estaciones de alta potencia situadas en la Unión Soviética, Europa del Este y Cuba. 
El 22 de diciembre de 1993, el Presidente de Rusia Borís Yeltsin firmó un decreto mediante el cual Radio Moscú fue reorganizada y renombrada como la Voz de Rusia.

## Servicio en español
Comenzó el 1 de agosto de 1932. Luis Cecchini, expresidente de la Federación de Ferroviarios de Argentina y locutor de la emisora, fue quien inició la primera transmisión con la frase 'Aquí Radio Moscú'. Durante cuatro años, Cecchini fue la única persona encargada de sacar los programas en español. En 1937 se sumó la ucraniana Ekaterina Olévskaya (Katia Olévskaya) en la realización de los programas culturales. Luego de la caída de la Segunda República Española, varios exiliados españoles llegaron a la Unión Soviética y trabajaron en Radio Moscú como locutores, redactores y periodistas; incluyendo al periodista Eusebio Cimorra, quien era conocido con el seudónimo de Jorge Olivar, y el literato José Santacreu.
Al asumir Fidel Castro el poder en Cuba, Radio Moscú fundó un departamento de radiodifusión encargado exclusivamente de preparar programas diarios especiales para la isla. En La Habana se abrió la primera corresponsalía de Radio Moscú en América Latina.
Durante la dictadura de Velasco Alvarado, en Perú, Radio Moscú transmitió programas favorables al régimen. Entre 1974 y 1989, Radio Moscú transmitió Escucha Chile, un programa dirigido a Chile por onda corta durante la dictadura de Augusto Pinochet.

## Galería

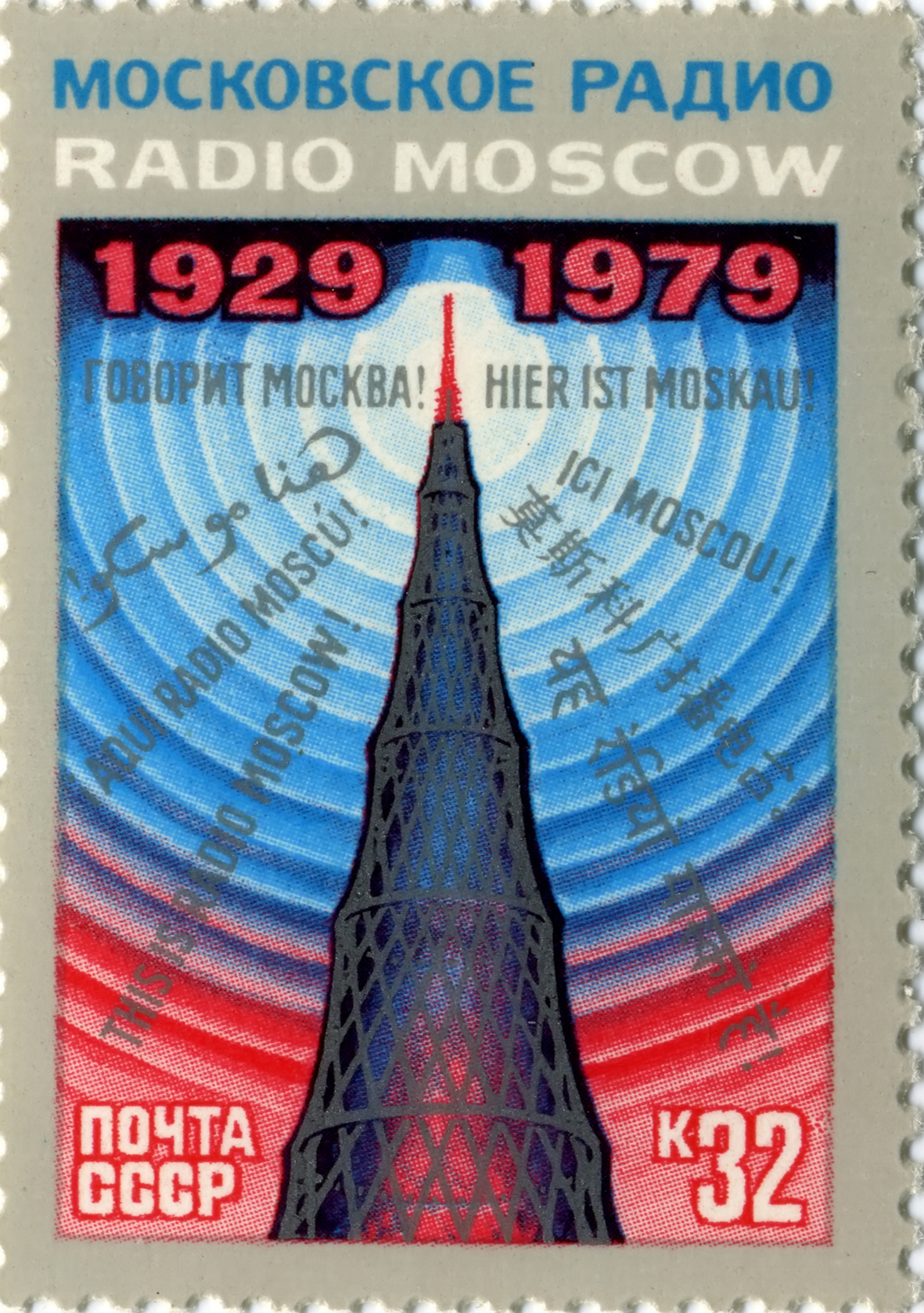
Estampilla soviética de 1979 que conmemora los 50 años de la estación. Con el lema “Aquí Radio Moscú!” en español y otros idiomas